# Zvezdan Čebinac
Zvezdan Čebinac (en serbio cirílico: Звeздaн Чeбинaц; Belgrado, Reino de Yugoslavia, 8 de diciembre de 1939-Aarau, Suiza, 18 de febrero de 2012) fue un jugador y entrenador de fútbol serbio. En su etapa como jugador profesional se desempeñaba como centrocampista. 
Fue hermano gemelo del también futbolista Srđan Čebinac.

## Selección nacional
Fue internacional con la selección yugoslava en 20 ocasiones y convirtió 4 goles.

## Clubes

### Como jugador
| Club                      | País              | Año       |
| ------------------------- | ----------------- | --------- |
| Partizán de Belgrado      | RFS de Yugoslavia | 1958-1964 |
| Estrella Roja de Belgrado | RFS de Yugoslavia | 1964-1965 |
| PSV Eindhoven             | Países Bajos      | 1966-1967 |
| 1. FC Núremberg           | Alemania Federal  | 1967-1969 |
| Hannover 96               | Alemania Federal  | 1969-1971 |
| SG Germania Wiesbaden     | Alemania Federal  | 1971-1972 |
| FC Nordstern Basel        | Suiza             | 1972-1975 |

### Como entrenador
| Club               | País  | Año       |
| ------------------ | ----- | --------- |
| FC Nordstern Basel | Suiza | 1972-1980 |
| FC Grenchen        | Suiza | 1981-1982 |
| FC Aarau           | Suiza | 1982-1984 |
| FC Wohlen          | Suiza | 1985-1987 |
| FC Grenchen        | Suiza | 1987      |
| FC Wohlen          | Suiza | 1988      |
| BSC Old Boys       | Suiza | 1988      |
| FC Oftringen       | Suiza | 1993-1995 |

## Palmarés

### Campeonatos nacionales
| Título                     | Club                 | País              | Año  |
| -------------------------- | -------------------- | ----------------- | ---- |
| Primera Liga de Yugoslavia | Partizán de Belgrado | RFS de Yugoslavia | 1961 |
| Primera Liga de Yugoslavia | Partizán de Belgrado | RFS de Yugoslavia | 1962 |
| Primera Liga de Yugoslavia | Partizán de Belgrado | RFS de Yugoslavia | 1963 |
| Bundesliga                 | 1. FC Núremberg      | Alemania Federal  | 1968 |